# Орнітин
Орнітин (Діаміновалеріанова кислота) NH2CH2CH2CH2CH(NH2) СООН — непротеїногенна амінокислота, замінна в харчуванні людини, що не входить до складу білків, грає важливу роль в біосинтезі сечовини (орнітин важливий проміжний продукт на шляху синтезу аргініну).
При декарбоксилюванні молекули орнітину при гнитті трупів утворюється путресцин — одна з кількох складових так званої трупної отрути.
У пептидних послідовностях позначається Orn. Присутній у вільному вигляді в організмах, входить до складу деяких антибіотиків; у білках не виявлений. Радикал — орнітил.
L-орнітин вперше виділений з печінки акули в 1937 році Д. Аккерманом, D-орнітин — з тироцидину в 1943 році А. Гордоном.
Світове виробництво орнітину близько 50 т/рік (1982 В. В. Басе).
Орнітин, завдяки дії орнітиндекарбоксилази, є відправною точкою для синтезу поліамінів, таких як путресцин.
У бактеріях, таких як E. coli, орнітин може синтезуватися з L-глутамату.\

лактамізація орнітину

## Медичне застосування
При прийомі внутрішньо стимулює реакцію утворення сечовини з аміаку в орнітиновому циклі сечоутворення. У вигляді солі з L-аспартатом використовується для лікування печінкової енцефалопатії у пацієнтів із цирозом.